# Fallout 4
Fallout 4 er et computerrollespil udviklet af Bethesda Game Studios og udgivet af Bethesda Softworks. Spillet er det fjerde spil i Fallout-serien og blev udgivet den 10. november 2015 til Microsoft Windows, PlayStation 4 og Xbox One.
Fallout 4 foregår i det post-apocalyptiske Boston 200 år efter en atomkrig, hvor spilleren i begyndelse af spillet træder ud af en underjordisk bunker kendt som en Vault. Gameplayet minder om Fallout 3, hvor løsning af forskellige opgaver og erhvervelse af erfaring tillader spilleren at gå op i level, hvilket låser op for nye evner. Med valgfrit skift mellem første- og tredjepersons-perspektiv kan spillere - og eventuelle medhjælpere, som hjælper spilleren i kamp - udforske Fallout 4s åbne verden frit. Spilleren har i Fallout 4 muligheden for at konstruere og ødelægge bygninger og ting, og kan med disse bygge kolonier i ødemarken, som kan tiltrække og blive beboet af NPC'er.
Fallout 4's udgivelse rygtedes flere gange op til spillets annoncering den 3. juni 2015, hvor de første optagelser af gameplay blev vist ved Bethesda's egen konference ved Electronic Entertainment Expo 2015.

## Handling

### Baggrund
Fallout 4 udspiller sig 200 år efter en atomkrig om ressourcer, der endte i total ødelæggelse i 2077 - ca. samtidig med handlingen Fallout 3. Handlingen foregår i en post-apokalyptisk retro-fremtid og udspiller sig over en region, der dækker Boston, Massachusetts og andre dele af New England kendt som the Commonwealth. Historien i Fallout 4 begynder - ulig andre Fallout-spil - på dagen hvor atombomberne blev kastet: Den 23. oktober 2077. Spillerens karakter (med stemme af enten Brian T. Delaney eller Courtenay Taylor) søger beskyttelse i Vault 111, for 200 år senere at træde ud i verden igen og finde sin søn.

## Modtagelse
Fallout 4 nød meget ros fra anmeldere. GameSpot tildelte spillet en score på 9 ud af 10, Polygon tildelte det en score på 9,5/10, mens PC Gamer tildelte det en score på 88%